# Magnus Johansson
Leif Magnus ("Ölme") Johansson (10 de novembro de 1971) é um ex-futebolista profissional sueco que atuava como defensor.

## Carreira
Magnus Johansson representou a Seleção Sueca de Futebol nas Olimpíadas de 1992.